# Lena Baker
Lena Baker född 8 juni 1901, död (avrättad) 5 mars 1945 var ett afroamerikanskt hembiträde i Cuthbert, Georgia, USA, som dömdes till döden för mord på en vit man, Ernest Knight. Baker är den enda kvinnan i Georgia som avrättats med elektriska stolen. År 2005, sextio år efter hennes avrättning, beviljades Baker postumt av delstaten Georgia en fullständig och villkorslös benådning.

## Biografi

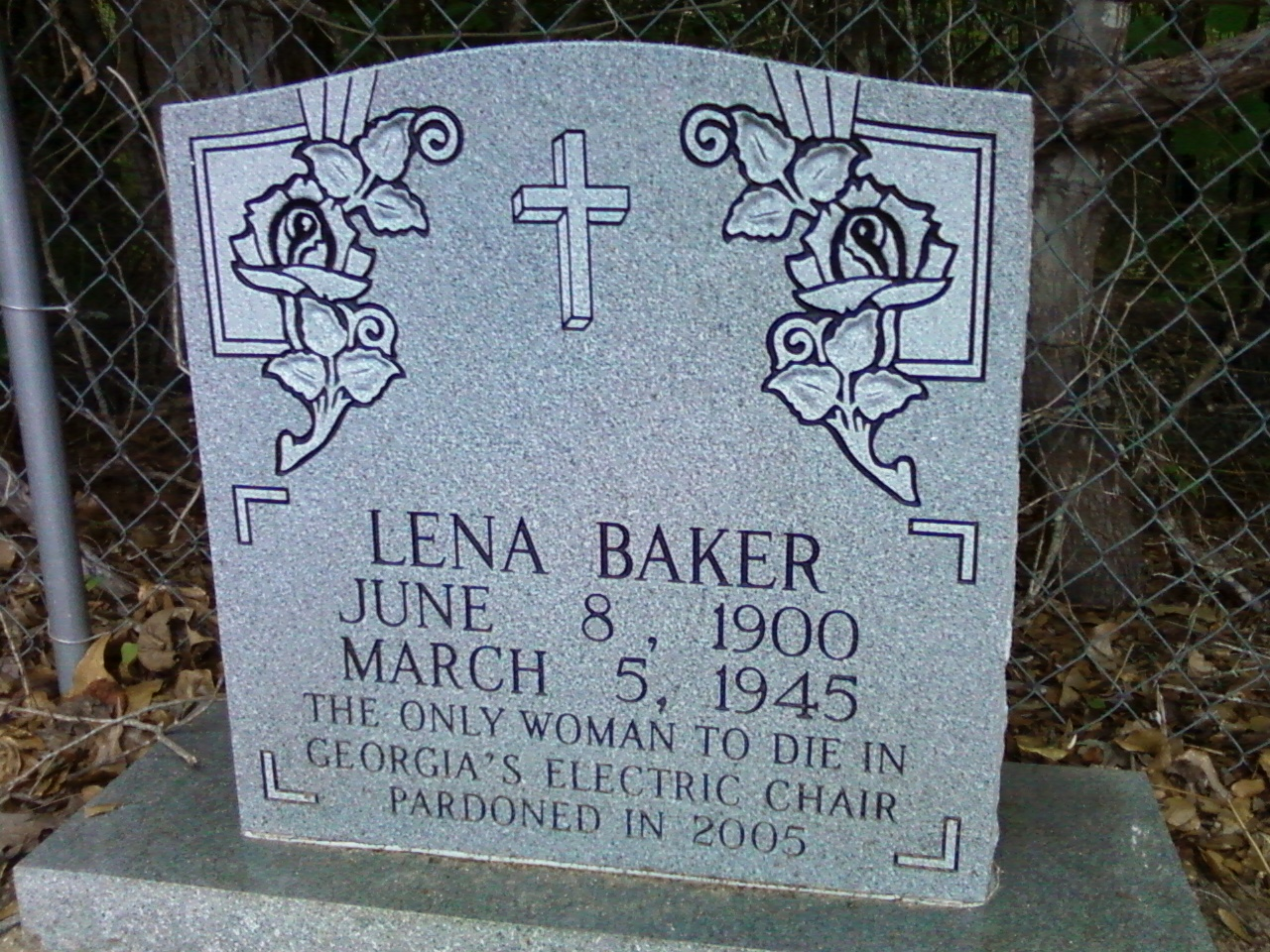
Gravsten för Lena Baker

Lena Baker föddes den 8 juni 1900 i en familj av arrendatorer och växte upp nära Cuthbert, Georgia. Hennes familj, som bestod av tre syskon, flyttade till länsstaden när hon var barn. Som ung arbetade hon och hennes syskon som lantarbetare med bomullsodling för en bonde vid namn J.A. Cox. 
På  1940-talet hade Baker tre barn och arbetade som hembiträde för att försörja sin familj.
År 1944 började Baker arbeta för Ernest Knight, en äldre vit man som hade brutit benet. Han ägde en kvarn och efter att ha utfört sexuella övergrepp mot Baker flera gånger höll han henne fängslad flera dagar i sträck under slavliknande förhållanden.  En natt uppstod ett gräl mellan de två, under vilket Knight hotade Baker med en järnstång. När hon försökte fly, kämpade de om hans pistol och hon sköt och dödade honom. Hon anmälde omedelbart händelsen och sa att hon hade agerat i självförsvar.
Lena Baker åtalades för mord och stod inför rätta den 14 augusti 1944. Juryn avslog Bakers åberopande av självförsvar och dömde henne för mord i slutet av rättegångens första dag.
Guvernör Ellis Arnall beviljade Baker 60 dagars uppskov så att benådningsnämnden kunde granska ärendet, men i januari 1945 nekade de Baker benådning. Hon överfördes till Georgia State Prison i Reidsville den 23 februari 1945. Baker avrättades den 5 mars 1945. Hon begravdes i en omärkt grav bakom Mount Vernon Baptist Church, en kyrka där hon tidigare hade sjungit i kören.
| ”                       | What I done, I did in self-defense, or I would have been killed myself. Where I was I could not overcome it. God has forgiven me. I have nothing against anyone. I picked cotton for Mr. Pritchett, and he has been good to me. I am ready to go. I am one in the number. I am ready to meet my God. I have a very strong conscience. | „ |
| – Lena Bakers sista ord | |   |

År 1998 ordnade församlingsmedlemmar en enkel gravsten till hennes grav. Det året publicerades två artiklar om hennes fall. År 2003 började ättlingar till Bakers familj uppmärksamma årsdagen av hennes död och mors dag vid hennes grav. Samma år begärde en av Bakers släktingar, Roosevelt Curry, en officiell benådning från staten, med hjälp av den Georgia-baserade gruppen för mänskliga rättigheter "Prison and Jail Project". År 2005 beviljades Baker postumt fullständig och ovillkorlig benådning. Kommentatorer har framhållit att Benådningsnämnden 1945 kunde ha ändrat brottsrubriceringen till dråp (voluntary manslaughter) vilket inte skulle ha medfört dödsstraff och räddat hennes liv.

### I media
År 2001 publicerade Lela Bond Phillips, professor vid Andrew College(en) i Georgia, en biografi med titeln The Lena Baker Story, som 2008 blev underlag för en långfilm med samma namn. Tichina Arnold(en) spelade rollen som Lena Baker.